# Ökotuning
Der Begriff Ökotuning (englisch Eco-Tuning) bezeichnet das Tuning eines Automotors mit dem Ziel der Verbrauchsminderung. Per Chiptuning wird die Motorelektronik des Fahrzeugs modifiziert, so dass die Leistungscharakteristik verändert wird und ein geringerer Treibstoffverbrauch zustande kommt. Abhängig vom Fahrstil kann mittels Eco-Tuning durchaus eine signifikante Senkung des Kraftstoffverbrauchs erzielt werden.
Das Ökotuning/Spritspar-Tuning wurde auf der Essen Motor Show im Jahr 2007 vorgestellt. 2009 wuchs dieser Markt. Auch 2011 gehörte es zu den Messethemen.

## Optimierungsansatz
Zwar verändert Ökotuning die Motorleistung nicht, dennoch sind Veränderungen im Fahrverhalten zu vernehmen. Insbesondere werden hierbei sogenannte „Komfortschaltungen“ verändert, welche zwar zu einem sportlichen Motorverhalten aufgrund kurzer Einregelzeiten führen, dies jedoch zu Lasten des Verbrauchs. Neben Kennfeldveränderungen (Veränderung von Leistungsabgabe und Drehmoment in Abhängigkeit von der Drehzahl) einige Eingriffe des Eco-Tunings und seine Auswirkungen:
- sofortiges Einsetzen der Schubabschaltung bei Fahrzeugen mit Ottomotor:[5] Die Schubabschaltung wird bei vielen Herstellern bei Gaswegnahme nicht sofort aktiviert, sondern erst nach einigen Sekunden, wodurch es zu einem Mehrverbrauch kommt. Der Grund dafür liegt im Abgasverhalten. Während der Schubabschaltung wird kein Abgas, sondern Luft durch das Abgasnachbehandlungssystem bewegt. Nach Beendigung einer Schubabschaltung ist für kurze Zeit aufgrund des Luftüberschusses im 3-Wege-Katalysator mit erhöhten NOx-Emissionen zu rechnen.[6] Aus diesem Grund wird von den meisten Herstellern die Schubabschaltung erst dann aktiviert, wenn auch wirklich mit längerem Schubbetrieb zu rechnen ist.
- verhindern des „Anfütterns“ (nur Dieselmotoren): Vor allem Turbodieselmotoren haben bei niedrigen Drehzahlen und niedriger Last das Problem, zu wenig Abgas für die Turboaufladung zur Verfügung zu haben. Lange Ansprechzeiten führen zu einer trägen Gasannahme. Aus diesem Grund gehen einige Hersteller den Weg, den Abgasdruck durch eine Späteinspritzung künstlich zu erhöhen, um den Turbolader auf Drehzahl zu halten.
- Bei Dieselmotoren: Verzicht/Reduktion von Voreinspritzungen, die vom Hersteller vorgesehen wurden, um das Nageln zu mindern.[6]
- Bei Dieselmotoren: Veränderung der Einspritzzeitpunkte in Richtung niedriger Kraftstoffverbrauch auf Kosten des Schadstoffausstoßes (hauptsächlich NOx)
- Reduktion der Kaltstartanfettung (Diesel), welche dafür sorgt, dass der Motor schneller auf Betriebstemperatur kommt. Dies ist für den Motor nicht zwingend notwendig, führt jedoch zu einem schnelleren Ansprechen der Innenraumheizung.[5]
- Reduktion/Entfall der zusätzlichen Einspritzvorgänge, welche Lastwechselreaktionen reduzieren.

## Kritik
Hauptkritikpunkt ist, dass die Anpassung der Kennfelder nicht notwendig wäre, würden die Fahrer ihren Fahrstil den Eigenschaften des Motors anpassen. So konnten zwar bei Massentests zum Teil erstaunliche Ergebnisse bei den sogenannten „Otto-Normalfahrern“ erzielt werden, bei Fahrern mit entsprechend kraftstoffschonender Fahrweise konnten aber keine bzw. nur geringe Verbrauchsverminderungen festgestellt werden – in einigen Fällen wirkte das Ökotuning sogar kontraproduktiv.
Die meisten Otto-Motoren werden absichtlich nicht genau im thermodynamischen Bestpunkt betrieben, da dort die Stickoxidemission nach der Abgasnachbehandlung zu hoch ist. Um die gesetzlichen NOx-Normen zu erreichen, wird ein leicht erhöhter Kraftstoffverbrauch in Kauf genommen (dies war bei der Einführung des Dreiweg-Katalysators mit Lambda-Regelung zu beobachten: Der zur Schadstoffreduktion notwendige Verzicht auf ein mageres Gemisch in der Teillast führte zu einem Kraftstoffmehrverbrauch). Mit einem mageren Lambdasollwert, bei dem ein geringerer Kraftstoffverbrauch erreicht wird, steigen die NOx-Emissionen extrem an.
Eine Modifikation mit Steigerung der Emissionen ist nach § 19 StVZO Absatz 3 unzulässig, die Betriebserlaubnis erlischt.